# 向陽台 (入間市)
向陽台（こうようだい）は、埼玉県入間市に存在する町丁。豊岡地区の内の一つの町。現行行政地名は向陽台一丁目と向陽台二丁目である。郵便番号は358-0001。

## 概要
入間市の町丁である向陽台は、同市の北東側（狭山市側）に位置する。2つの丁別からなるが、一丁目は主に学校施設や集合住宅が複数建ち並び、二丁目も学校施設の他彩の森入間公園や航空自衛隊入間基地（入間市内）の一部が存在する。周辺は北西に河原町、西に高倉、南西に豊岡、南に東町と同じ豊岡地区の町とそれぞれ接している。一方北側や東側は狭山市に接しており、特に航空自衛隊入間基地と概ね接する形になっている。また当町とその東側の入間基地との境に西武池袋線も通っている。

## 世帯数と人口
2024年（令和6年）3月1日現在の世帯数と人口は以下の通りである。
| 丁目         | 世帯数  | 人口    |
| ------------ | ------- | ------- |
| 向陽台一丁目 | 977世帯 | 1,946人 |
| 向陽台二丁目 | 15世帯  | 15人    |
| 計           | 992世帯 | 1,961人 |

## 小・中学校の学区
市立小・中学校に通う場合、学区は以下の通りとなる。
| 丁目         | 番地 | 小学校             | 中学校             |
| ------------ | ---- | ------------------ | ------------------ |
| 向陽台一丁目 | 全域 | 入間市立豊岡小学校 | 入間市立豊岡中学校 |
| 向陽台二丁目 | 全域 | 入間市立東町小学校 | 入間市立東町中学校 |

## 周辺の交通
- この町丁の近くに鉄道路線の西武池袋線や、道路では国道463号や埼玉県道226号入間市停車場線がそれぞれ通っているが、いずれもこの町丁内には通過していない。ただし、入間市駅から国道463号へ繋ぐ連絡的な道路が当町内に存在する他、北方面の同じ西武池袋線の駅である稲荷山公園駅（狭山市内）へ繋ぐ道路も当町内から延びている。

- バス路線は西武バスの内、入間市駅から武蔵藤沢駅（狭山市内の西武池袋線の駅）間を結ぶ狭山営業所の藤01のバス系統が、当町内の道も廻りながら走行しており、当町から入間市駅（または武蔵藤沢駅）まで当バスを使う事もできる。

## 周辺の主な施設や名所
一丁目
- 埼玉県立入間向陽高等学校
- 入間市立豊岡小学校
- 入間市産業文化センター
  - コミュニティホール
  - 入間市立図書館
- UR都市機構入間駅前プラザ
- 県営入間向陽台住宅

二丁目
- 彩の森入間公園
- 自衛隊入間病院[6]
- 航空自衛隊入間基地入間地域事務所
- 入間市立東町中学校
- 入間市立東町小学校

入間市最大の祭り「入間万燈まつり」の会場のほとんどが町内である。